# Power over Ethernet

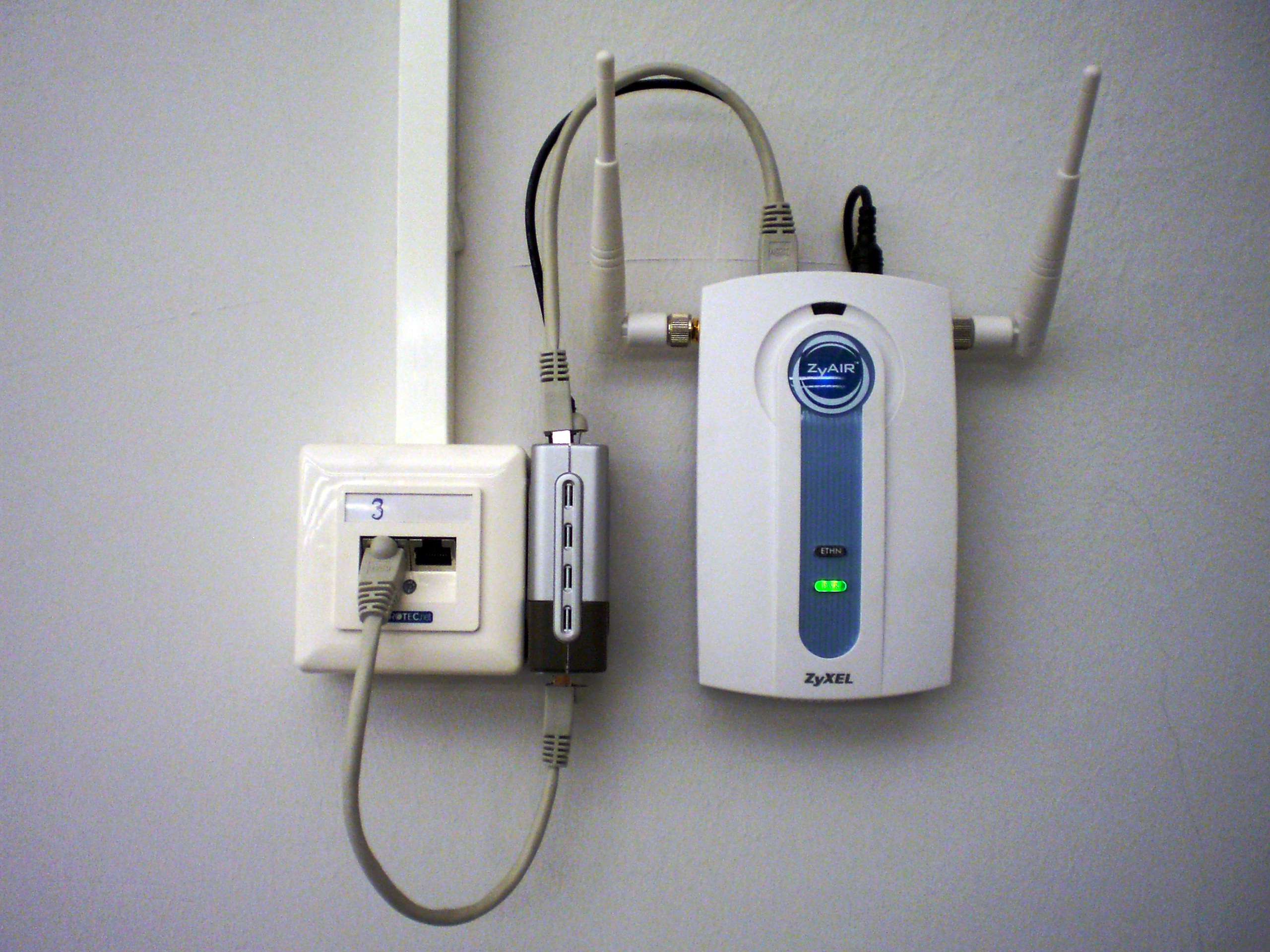
Accesspunkt för Trådlöst LAN, som får sin elektriska kraft via en PoE-extraktor (ethernet-uttagets andra ände får ström från switch med PoE eller genom en PoE-injektor)

Power over Ethernet eller PoE är en teknik för att på ett säkert sätt överföra elektrisk kraft tillsammans med datakommunikation i Ethernetkablar. Standardversionerna av PoE specificerar att kategori 5-kabel eller bättre används. Den elektriska energin kan tas från en inbyggd kraftomvandlare i en PoE-kapabel nätverksenhet, exempelvis en Ethernetswitch, eller från en särskild enhet för strömförsörjning via ethernetkabel.
IEEE 802.3af PoE-standarden (ratificerad juni, 2003) erbjuder upp till 15,4 W DC (minimum 44 V DC och 350 mA) till varje enhet. Dock är endast 12,95 W garanterat tillgängligt till den försörjda enheten då en del av energin förloras i kabeln.
IEEE 802.3at PoE+-standarden (ratificerad September 11, 2009), klarar upp till 25 W i effekt. En del tillverkare har annonserat produkter som sägs uppfylla den nya 802.3bt-standarden och klara upp till 51 W över en enda kabel genom att använda alla 4 par i en Cat.5 kabel. Flera ostandardiserade metoder har använts innan PoE-standarden blev etablerad för att föra över elektrisk energi och datakommunikation via Ethernetkabel. En del av dessa används fortfarande.
Eftersom PoE är klassat som klenspänning behövs ingen behörig starkströmselektriker för att utföra PoE installationer i Sverige.
Det finns vissa icke standard varianter som erbjuder 24V DC istället för 48V DC.